# 處處不連續函數
處處不連續函數是一數學名詞，是指在其定義域上的每一點都不連續的函數。若f(x)為一函數，定義域和值域都是實數，若針對每一個x，都存在ε > 0 ，使得針對每一個δ > 0，都可以找到y，使下式成立，則f(x)為處處不連續函數：
0< |x − y| < δ 且|f(x) − f(y)| ≥ ε
換句話說，不論距固定點多近，都有距固定點更近的點使函數的值偏離固定點對應的值。例如狄利克雷函数就是一個處處不連續函數。
處處不連續函數的性質不是函數典型的現象，有病態特性。
若將定義中的絕對值改為度量空间中的距離或是拓扑空间中的類似名詞．即可定義更泛用的處處不連續函數。

## 處處不連續函數的範例

### 狄利克雷函数
狄利克雷函数（英語：Dirichlet function）是一个定义在实数范围上、值域为{\displaystyle \{0,1\}}的不连续函数，是有理數的指示函数。
当
1. 自变量{\displaystyle x}为有理数时，{\displaystyle f(x)=1}；
2. 自变量{\displaystyle x}为无理数时，{\displaystyle f(x)=0}。

將此例擴展來看，若{\displaystyle E}是拓扑空间{\displaystyle X}裡的子集，使得{\displaystyle E}和其補集在空間{\displaystyle X}內都是稠密集，則{\displaystyle E}的指標函數（若在{\displaystyle E}內，其值為1，不在{\displaystyle E}內，其值為0）就會是處處不連續函數。最早研究這類函數的人是約翰·彼得·古斯塔夫·勒熱納·狄利克雷。

### 其他函數
康威十三进制函数也是處處不連續函數，此函數是由英國數學家約翰·康威所構建的，此函數和連續函數一樣，具有介值性，但卻是處處不連續函數。

## 超实数特性
一實數函數f為處處不連續，若其超实数延伸有以下的特性：每一個無限接近一個x都有一個無限接近的點y，使得距離f(x)-f(y)不是無窮小量。

## 外部連結
- Hazewinkel, Michiel (编), , , Springer, 2001, ISBN 978-1-55608-010-4
- Dirichlet Function — from MathWorld （页面存档备份，存于）
- The Modified Dirichlet Function by George Beck, The Wolfram Demonstrations Project.